# Бернардин, Джозеф Луис
Джозеф Луис Бернардин (англ. Joseph Louis Bernardin; 2 апреля 1928, Колумбия, штат Южная Каролина, США — 14 ноября 1996, Чикаго, США) — американский кардинал. Титулярный епископ Лугуры и вспомогательный епископ Атланты с 4 марта 1966 по 21 ноября 1972. Архиепископ Цинциннати с 21 ноября 1972 по 8 июля 1982. Архиепископ Чикаго с 8 июля 1982 по 14 ноября 1996. Кардинал-священник с титулом церкви Джезу-Дивин-Лавораторе со 2 февраля 1983.